# Avenue İstiklal
 (juin 2011).
Si vous disposez d'ouvrages ou d'articles de référence ou si vous connaissez des sites web de qualité traitant du thème abordé ici, merci de compléter l'article en donnant les références utiles à sa vérifiabilité et en les liant à la section « Notes et références ».

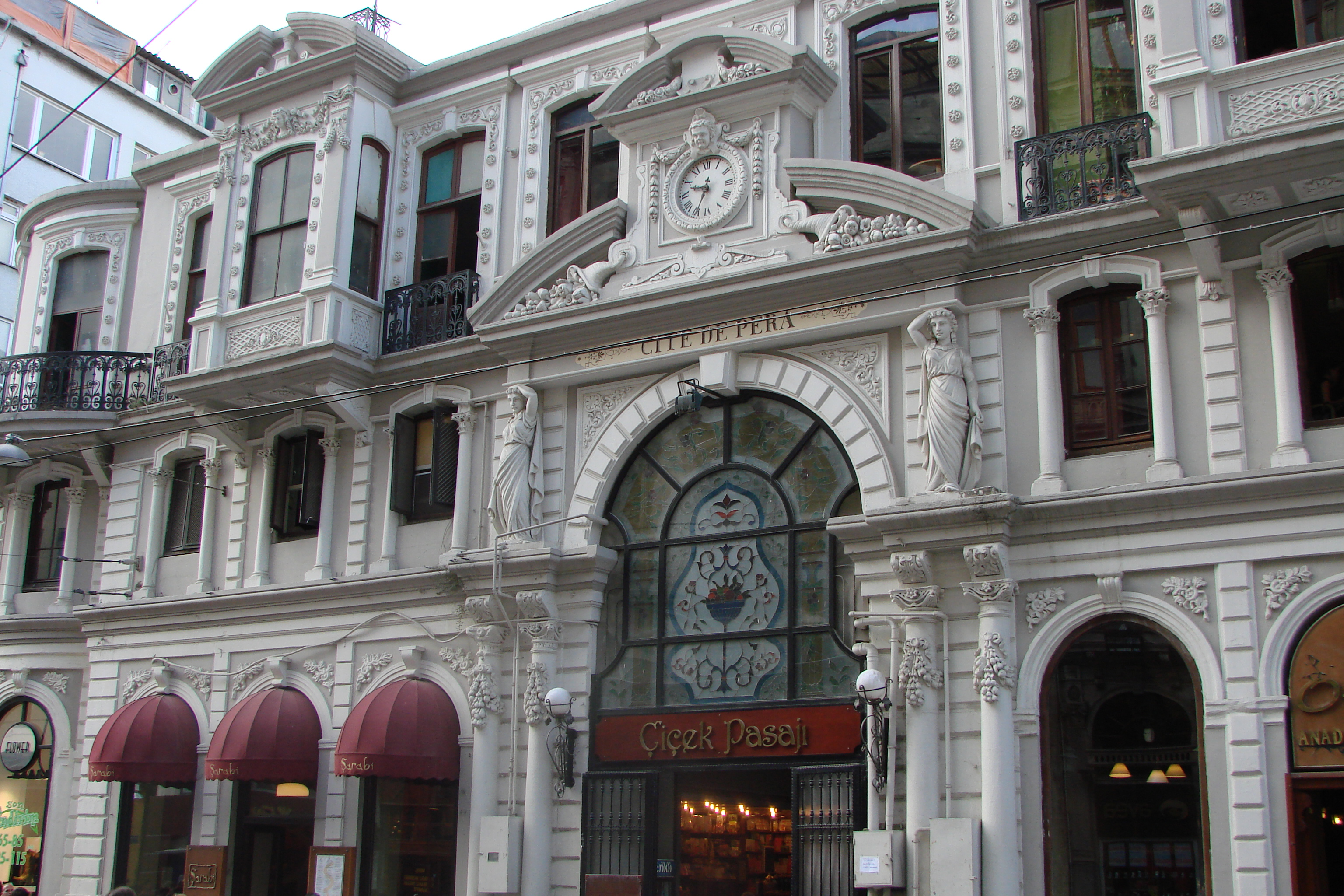
Çiçek Pasajı (Passage des fleurs), aussi connue sous son nom français "Cité de Péra", est l’un des bâtiments historiques qui font l’avenue.

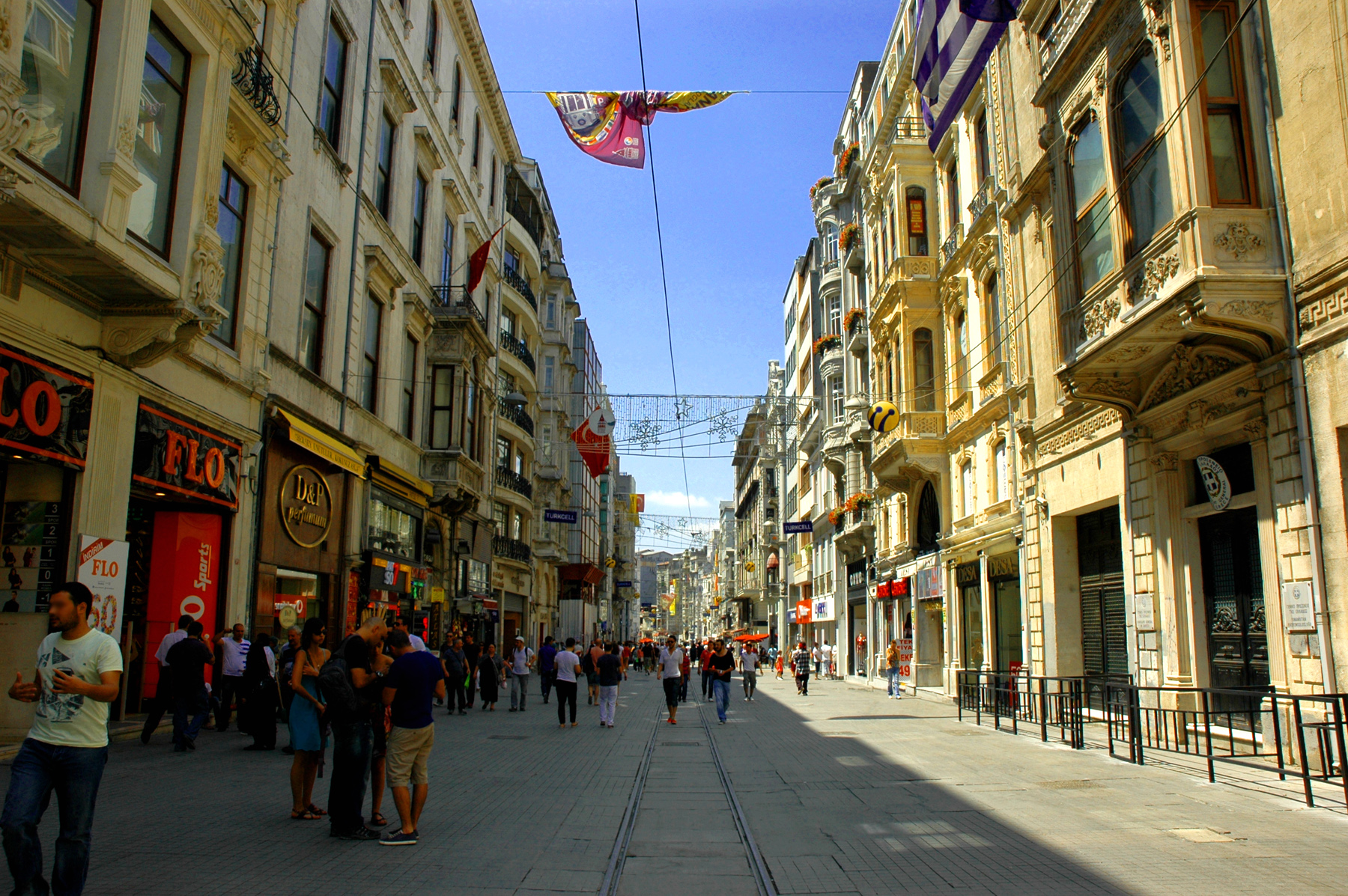
Avenue İstiklal à Beyoğlu, Istanbul.

L’avenue Istiklal, en turc İstiklâl Caddesi, littéralement « avenue de l’Indépendance », anciennement connue sous le nom de Grande Rue de Péra, est l'une des plus célèbres avenues d’Istanbul (Turquie). L’avenue est parcourue par près de 3 millions de personnes par jour le week-end. Située dans le quartier historique du district de Beyoğlu, c'est une rue piétonne d'un kilomètre quatre cents de long, qui abrite des boutiques (magasins de musique, librairie, galeries d'art, cinémas, théâtres, bibliothèques, cafés, pubs, boîtes de nuit avec musique en direct, pâtisseries historiques, chocolateries et restaurants). L'avenue, dont l'architecture turque est du XIXe siècle[réf. nécessaire], relie la place de Taksim au quartier génois autour de la tour de Galata.

## Description
La place de Galatasaray est située environ au centre de l’avenue. Elle abrite l’un des meilleurs établissements d’enseignement, mis en place en Turquie au moment de l’Empire ottoman, initialement connu sous le nom de Galata Sarayi Enderun-u Hümayunu (Galata Imperial Palace School) et aujourd’hui connu sous le nom de lycée de Galatasaray.
Dans le quartier historique Karaköy, vers la fin de l'avenue, il est possible de voir la deuxième plus ancienne station de métro du monde[réf. nécessaire], généralement connu et désigné comme Tünel qui est entré en service en 1875[réf. nécessaire]. En outre, la German High School d'Istanbul (Özel Alman Lisesi, en turc) est également situé près de Tünel.
L'avenue cosmopolite est entourée par des immeubles d'une grande importance politique et historique, tels que le Çiçek Pasajı (« passage des fleurs ») où se trouvent de petits restaurants et des tavernes, Balık Pazarı (« marché aux poissons »), les églises catholiques de Santa Maria et S. Antonio di Padova, la grecque orthodoxe Haghia Triada, l'église arménienne (avec de nombreuses autres églises), différentes synagogues, mosquées, des établissements universitaires établis par divers pays européens tels que l'Autriche, la France, l'Allemagne et l'Italie au début du XIXe siècle, les consulats (anciennes ambassades avant 1923) de plusieurs pays dont celui de France, de Grèce, de Russie, d'Espagne, de Suède, des Pays-Bas et du Royaume-Uni.

## Histoire

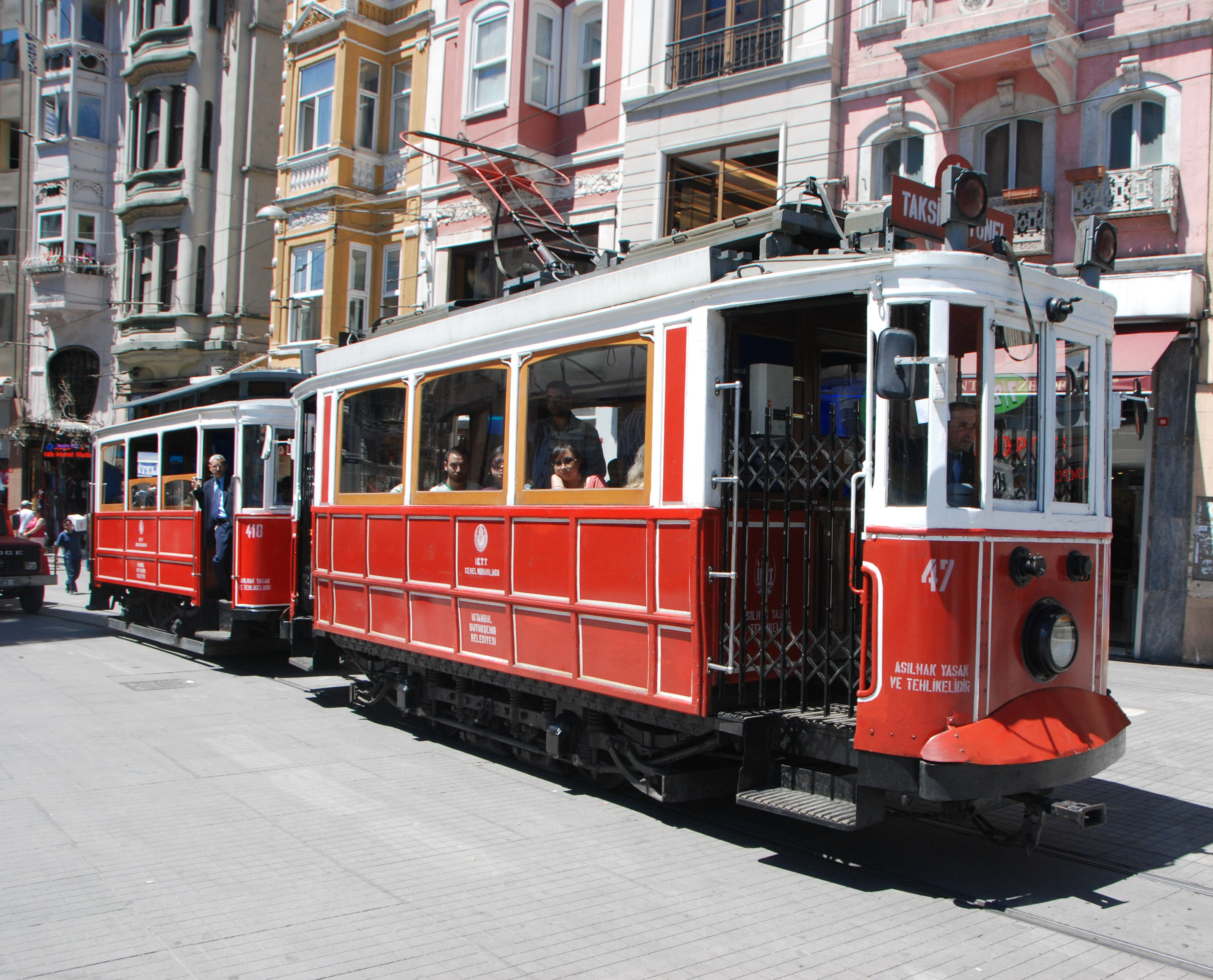
Un tramway historique sur l'avenue Istiklal

Appelée Cadde-i Kebir (« Grand Avenue ») sous l'Empire ottoman, l'avenue a été un endroit populaire pour les intellectuels ottomans, devenant également un centre pour les étrangers européens, les italiens locaux et les levantins français qui l'évoquent sous le nom de « Grand Rue de Péra ». Les voyageurs du XIXe siècle évoquaient Constantinople (aujourd'hui Istanbul) comme le « Paris de l'Orient », et ont mentionné la Grand Rue de Péra (Istiklal Caddesi) et sa culture moitié européenne moitié asiatique[réf. nécessaire]. Avec la déclaration de la République le 29 octobre 1923, le nom de l'avenue a été changé en İstiklal (Indépendance) pour commémorer la victoire lors de la guerre d'indépendance turque.
Le 6-7 Septembre 1955, un pogrom anti-grec a eu lieu et nombre de magasins de la rue ont été pillés.
L’avenue est tombée en disgrâce dans les années 1970 et 1980 lorsque les vieux habitants d’Istanbul ont déménagé ailleurs, et les rues annexes (alors tristement célèbres pour leurs bars et leurs boîtes de nuit avec des spectacles, appelées pavyon en turc) ont été repeuplées par des migrants de l’Anatolie rurale.
À la fin des années 1980 et au début des années 1990, un renouveau a eu lieu, réalisé par la municipalité métropolitaine d’Istanbul et le district de Beyoğlu. Les bâtiments historiques ont été restaurés, la rue a été piétonnisée et les anciens tramways historiques ont été rétablis, ramenant une grande partie du charme et de la popularité d’antan de l’avenue. L’avenue İstiklal est redevenue le centre des beaux-arts et des loisirs d’Istanbul et les prix de l’immobilier ont grimpé en flèche. De nombreuses galeries d’art, librairies, cafés, pubs, restaurants, boutiques et hôtels ont été ouverts dans et autour de la rue, et les lieux autour de celle-ci sont devenus l’hôte de nombreux festivals d’art internationaux, tels que le Festival annuel du film d’Istanbul.
Jusqu’au milieu des années 2010, l’avenue İstiklal était également un lieu populaire pour toutes sortes d’événements tels que les défilés de la Gay Pride d’Istanbul et de la Journée internationale de la femme.
Le 13 novembre 2022, un attentat à la bombe attribué au PKK selon les autorités turcs fait 6 morts et 81 blessés, dont deux graves.

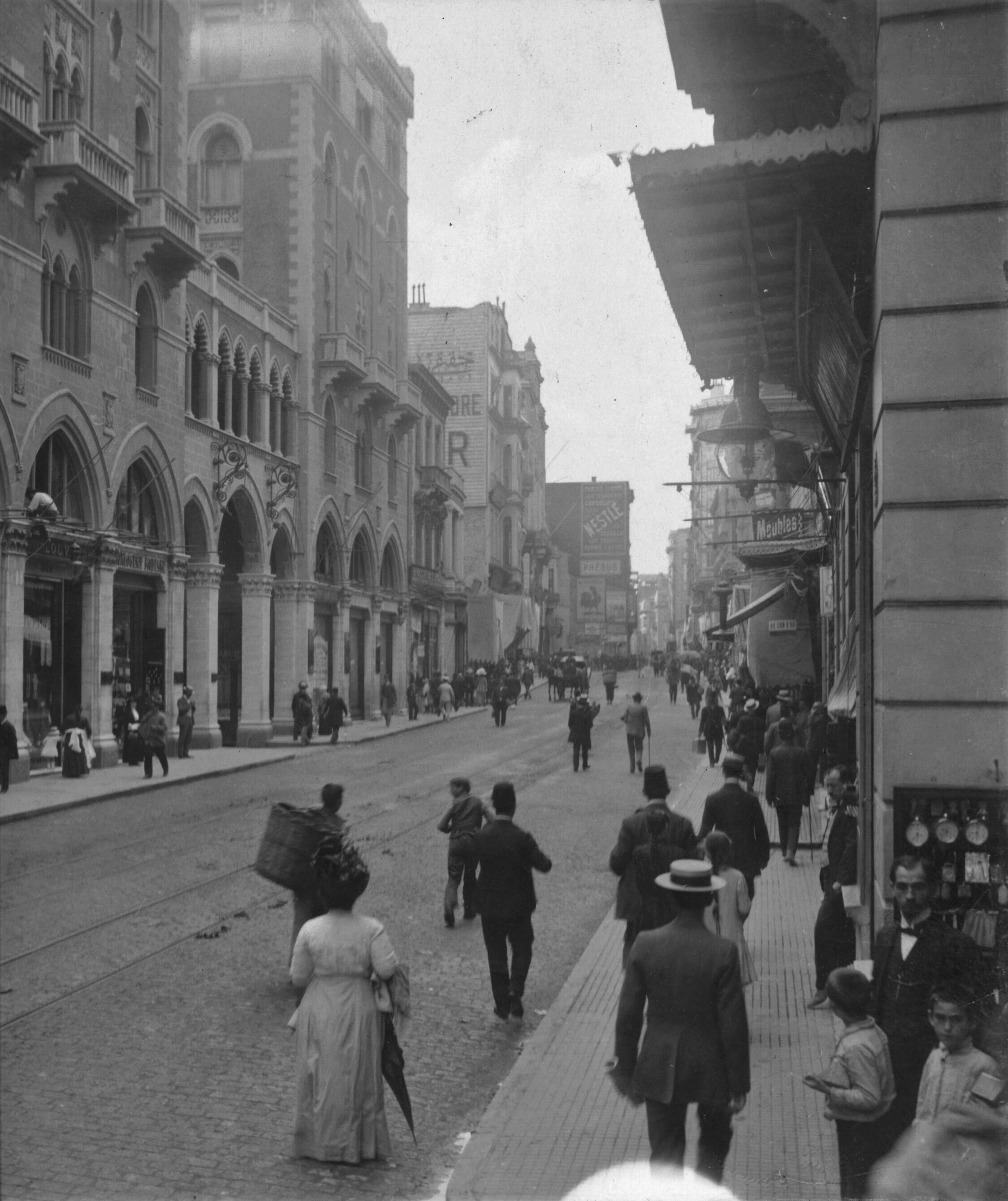
Rue de Péra, 1912.